# Alosa de Jerdon
L'alosa de Jerdon (Mirafra affinis) és una espècie d'ocell de la família dels alàudids (Alaudidae)

## Hàbitat i distribució
Habita zones amb pastures del sud de l'Índia i Sri Lanka.